# Lucian de Antiohia
Lucian de Antiohia (n. 240 d.Hr., Samosata⁠(d), Coele-Syria⁠(d), Imperiul Roman – d. 312 d.Hr., Nicomedia, Roma Antică) a fost un teolog creștin din Asia Mică, preot, întemeietorul Școlii din Antiohia⁠(fr)[traduceți].